# Пєліка
Пєліка (біл. вёска Пелека) — село в складі Смолевицького району Мінської області, Білорусь. Село підпорядковане Плиській сільській раді, розташоване в центральній частині області.